# Cestovatelé časem
Cestovatelé časem nebo též Cestovatelé (v anglickém originále Travelers) je kanadsko-americký sci-fi televizní seriál vytvořený Bradem Wrightem, v němž ztvárnili hlavní role Eric McCormack, Mackenzie Porter, Jared Abrahamson, Nesta Cooper, Reilly Dolman a Patrick Gilmore. Seriál koprodukovala streamovací služba Netflix a kanadská televizní stanice Showcase; společně pracovaly na výrobě prvních dvou řad, po kterých převzal všechna distribuční práva Netflix. Měl premiéru 17. října 2016 v Kanadě a celosvětově byl zveřejněn 23. prosince 2016 na Netflixu. Druhá řada byla objednána v únoru 2017 a měla premiéru 16. října 2017, třetí řada pak byla zveřejněna 14. prosince 2018. V únoru 2019 McCormack řekl, že byl seriál zrušen.

## Obsazení

### Hlavní postavy
- Eric McCormack jako Grant MacLaren (cestovatel 3468)
- MacKenzie Porter jako Marcy Warton (cestovatel 3569)
- Nesta Cooper jako Carly Shannon (cestovatel 3465)
- Jared Abrahamson jako Trevor Holden (cestovatel 0115)
- Reilly Dolman jako Philip Pearson (cestovatel 3326)
- Patrick Gilmore jako David Mailer

### Vedlejší postavy
- J. Alex Brinson jako Jeff Conniker
- Leah Cairns jako Kathryn „Kat“ MacLaren
- Enrico Colantoni jako Vincent Ingram (cestovatel 001)
- Chad Krowchuk jako Simon (cestovatel 004)
- Arnold Pinnock jako Walt Forbes
- Jennifer Spence jako Grace Day
- Ian Tracey jako Ray Green
- Kimberley Sustad jako Joanne Yates

### Hostující postavy
- William MacDonald jako Gary Holden
- Teryl Rothery jako Patricia Holden
- David Lewis jako major Gleason
- Kyra Zagorsky jako Dr. Delaney
- Kristine Cofsky jako strážník Victoria Boyd
- Giacomo Baessato jako Private Wilson
- Alyssa Lynch jako Renee Bellamy
- Tom McBeath jako Ellis
- Eileen Pedde jako Mom
- Yasmeene Ball jako Charlotte
- Douglas Chapman jako Luca
- Glynis Davies jako Jacqueline
- Melanie Papalia jako Beth
- Karin Konoval jako Bloom
- Louis Ferreira jako Sergeant Rick Hall
- Jason Gray-Stanford jako Aaron Donner
- Amanda Tapping jako Dr. Perrow

## Vysílání
| Řada | Díly | Premiéra v Kanadě | Premiéra v Kanadě |
| Řada | Díly | První díl         | Poslední díl      |
| ---- | ---- | ----------------- | ----------------- |
| 1    | 12   | 17. října 2016    | 2. ledna 2017     |
| 2    | 12   | 16. října 2017    | 18. prosince 2017 |

| Řada | Díly | Premiéra na Netflixu |
| ---- | ---- | -------------------- |
| 3    | 10   | 14. prosince 2018    |